# Jardim Pinhal
Jardim Pinhal é um bairro da cidade de Guarulhos no estado de São Paulo. .
Pertence ao distrito do Paraventi e se situa entre as avenidas Dr. Renato Maia e Tiradentes. É um bairro de classe média e de baixa em algumas partes e fica nas proximidades dos bairros de Vila São Jorge, Cidade Maia, Jardim Paraventi e Bom Clima.[carece de fontes?]